# العلاقات البليزية الرومانية
العلاقات البليزية الرومانية هي العلاقات الثنائية التي تجمع بين بليز ورومانيا.

## مقارنة بين البلدين
هذه مقارنة عامة ومرجعية للدولتين:
| وجه المقارنة                                              | بليز         | رومانيا                                                                               |
| --------------------------------------------------------- | ------------ | ------------------------------------------------------------------------------------- |
| المساحة (كم2)                                             | 22.97 ألف    | 238.40 ألف                                                                            |
| عدد السكان (نسمة)                                         | 374.68 ألف   | 19.59 مليون                                                                           |
| الكثافة السكانية (ن./كم²)                                 | 16.31        | 82.17                                                                                 |
| العاصمة                                                   | بلموبان      | بوخارست                                                                               |
| اللغة الرسمية                                             | لغة إنجليزية | اللغة الرومانية                                                                       |
| العملة                                                    | دولار بليزي  | ليو روماني                                                                            |
| الناتج المحلي الإجمالي (بليون دولار)                      | 1.84 مليار   | 211.80 مليار                                                                          |
| الناتج المحلي الإجمالي (تعادل القوة الشرائية) بليون دولار | 3.05 مليار   | 465.56 مليار                                                                          |
| الناتج المحلي الإجمالي الاسمي للفرد دولار أمريكي          | 4.88 ألف     | 9.47 ألف                                                                              |
| الناتج المحلي الإجمالي للفرد دولار أمريكي                 | 8.42 ألف     | 23.63 ألف                                                                             |
| مؤشر التنمية البشرية                                      | 0.715        | 0.793                                                                                 |
| رمز المكالمات الدولي                                      | +501         | +40                                                                                   |
| رمز الإنترنت                                              | .bz          | .ro                                                                                   |
| المنطقة الزمنية                                           | 00           | ت ع م+02:00، ت ع م+03:00، أوروبا/بوخارست ‏، توقيت شرق أوروبا، توقيت شرق أوروبا الصيفي ‏ |

## منظمات دولية مشتركة
يشترك البلدان في عضوية مجموعة من المنظمات الدولية، منها:
| علم المنظمة | اسم المنظمة                        | تاريخ انضمام بليز | تاريخ انضمام رومانيا |
| ----------- | ---------------------------------- | ----------------- | -------------------- |
|             | مؤسسة التنمية الدولية              | 19 مارس 1982      | 12 أبريل 2014        |
|             | يونسكو                             | 10 مايو 1982      | 27 يوليو 1956        |
|             | مؤسسة التمويل الدولية              | 19 مارس 1982      | 23 سبتمبر 1990       |
|             | منظمة حظر الأسلحة الكيميائية       | ?                 | ?                    |
|             | الأمم المتحدة                      | 25 سبتمبر 1981    | 14 ديسمبر 1955       |
|             | الاتحاد الدولي للاتصالات           | 16 ديسمبر 1981    | 9 فبراير 1866        |
|             | منظمة الشرطة الجنائية الدولية      | ?                 | ?                    |
|             | البنك الدولي للإنشاء والتعمير      | 19 مارس 1982      | 15 ديسمبر 1972       |
|             | الاتحاد البريدي العالمي            | ?                 | ?                    |
|             | وكالة ضمان الاستثمار متعدد الأطراف | 29 يونيو 1992     | 10 سبتمبر 1992       |
|             | منظمة التجارة العالمية             | ?                 | 1995                 |
|             | الفريق المعني برصد الأرض           | ?                 | ?                    |

## وصلات خارجية
- موقع وزارة الخارجية البليزية
- موقع وزارة الخارجية الرومانية